# Parcem
Parcem è una suddivisione dell'India, classificata come census town, di 4.320 abitanti, situata nel distretto di Goa Nord, nello territorio federato di Goa. In base al numero di abitanti la città rientra nella classe VI (meno di 5.000 persone).

## Geografia fisica
La città è situata a 15° 40' 0 N e 73° 46' 0 E e ha un'altitudine di 18 m s.l.m..

## Società

### Evoluzione demografica
Al censimento del 2001 la popolazione di Parcem assommava a 4.320 persone, delle quali 2.201 maschi e 2.119 femmine. I bambini di età inferiore o uguale ai sei anni assommavano a 438, dei quali 240 maschi e 198 femmine. Infine, coloro che erano in grado di saper almeno leggere e scrivere erano 3.178, dei quali 1.784 maschi e 1.394 femmine.